# IEEE 854
Die Norm IEEE 854 definierte Standarddarstellungen für  Gleitkommazahlen in Computern und legte Verfahren für die Durchführung mathematischer Operationen (Grundrechenarten, Vergleiche, Rundung) fest. Als Basis waren die beiden Werte 2 oder 10 erlaubt.
Die Norm existiert nicht mehr eigenständig, sondern ist in der 2008er-Fassung der Norm IEEE 754 aufgegangen.